# Wapen van Joure

Wapen van Joure

Het wapen van Joure is het dorpswapen van het Nederlandse dorp Joure, in de Friese gemeente De Friese Meren. Het wapen werd in huidige vorm in 1991 geregistreerd.

## Geschiedenis
Het wapen komt onder meer voor op een zijdeur van de Hobbe van Baerdt Tsjerke met als bijschrift: "De Flekke Jouwer 1644". Tevens is een steen met het wapen ingemetseld in de oostelijke muur van het Tolhuis (hoek Appelwyk - Groene Dijk). Het wapen bestaat uit een azuurblauw wapenschild, waarop in reliëf een goudgele korenschoof aangebracht is met aan weerszijden drie eikels en als onderschrift: "In 't Tolhuys Goet Logis". Ook bestaan er andere doorsneden varianten (zilver-zwart of blauw-goud) met daarop drie haver aren

## Beschrijving
De blazoenering van het wapen luidt als volgt:
In azuur een korenschoof van goud, ter weerszijde vergezeld van drie paalsgewijs geplaatste eikels van hetzelfde. Het schild gedekt met een gouden kroon van drie bladeren en twee parels.
De heraldische kleuren zijn: azuur (blauw) en goud (goud). Het schild wordt gedekt door een zogenaamde "vleckekroon".

## Symboliek
- Korenschoof: beeldt de graanvelden in de grietenij uit.

Zes eikels: staan voor de zes kerkdorpen van de grietenij, Haskerdijken, Nijehaske, Oudehaske, Haskerhorne, Westermeer en Joure. Snikzwaag was eind 16de eeuw geen kerkdorp meer. Joure zelf was ondertussen uitgegroeid tot een grote uitbuurt van Westermeer en zou de status van kerkdorp krijgen.
- Kroon: het wapen wordt gedekt door een zogenaamde "vleckekroon", voorbehouden aan dorpen met stadse kenmerken. Zo kreeg de vlecke Joure in 1466 marktrecht.[1]